# Woltershausen
Woltershausen Lamspringe része, 2016-ig önálló község vol. Lakosainak száma 854 fő (2010. december 31.). Woltershausen Neuhof és Harbarnsen településekkel határos.

## Története
Woltershausent a krónikák 1141-ben említik először.
1974-ben három községet: Grastét, Hornsent és Netzét beolvasztatták Woltershausenba.

## Népesség
A település népességének változása:

| 2010 | 854 |